# KF Drenica
A KF Drenica (albánul: Klubi Futbollistik Drenica), vagy egyszerűen Drenica koszovói labdarúgócsapat, melynek székhelye Skënderajban található. A klub a koszovói bajnokság első osztályában szerepel. Hazai mérkőzéseit a 9 000 ember befogadására alkalmas Bajram Aliu Stadionban játssza.

## Története
A csapatot 1958-ban alapították Srbicában. 2001-ig a jugoszláv bajnokság alsóbb osztályaiban szerepelt, majd ezután bejutott a koszovói bajnokság első osztályába, ahol azóta is játszik a csapat.

## Játékoskeret
2023. április 30. szerint.
| No. |     | Poszt | Játékos            |
| --- | --- | ----- | ------------------ |
| 1   | KOS | K     | Altin Gjokaj       |
| 5   | KOS | V     | Ardian Hoti        |
| 6   | KOS | KP    | Arbios Thaçi       |
| 7   | KOS | KP    | Hysen Tahiri       |
| 8   | KOS | KP    | Besfort Dervishaj  |
| 9   | ALB | CS    | Zenel Gavazaj      |
| 10  | BRA | KP    | Maranhão           |
| 11  | ALB | KP    | Berat Ahmeti       |
| 12  | KOS | KP    | Malësor Rrecaj     |
| 15  | KOS | KP    | Armend Abazi       |
| 16  | KOS | V     | Azem Bejta         |
| 17  | KOS | V     | Shkëlzen Lushtaku  |
| 18  | KOS | KP    | Fatlum Gashi       |
| 20  | KOS | V     | Luan Dobra         |
| 21  | KOS | V     | Arjan Abazi        |
| 22  | KOS | V     | Diart Geci         |
| 23  | KOS | KP    | Ermal Veliqi       |
| 25  | CGO | CS    | Archange Bintsouka |

| No. |     | Poszt | Játékos         |
| --- | --- | ----- | --------------- |
| 28  | ALB | CS    | Agim Zeka       |
| 29  | KOS | V     | Arblert Beka    |
| 71  | KOS | V     | Endrit Shala    |
| 77  | NGA | V     | Lukman Hussein  |
| 88  | ALB | K     | Arlis Shala     |
| 99  | KOS | CS    | Osman Mëziu     |
| —   | ALB | K     | Leon Kozi       |
| —   | ALB | V     | Ernis Dhimitri  |
| —   | KOS | V     | Burim Veseli    |
| —   | KOS | V     | Albion Avdyli   |
| —   | KOS | V     | Bleart Kastrati |
| —   | KOS | V     | Viktor Kuka     |
| —   | KOS | V     | Muharrem Musa   |
| —   | KOS | KP    | Altin Vojvoda   |
| —   | KOS | KP    | Erion Idrizi    |
| —   | MKD | KP    | Dzihan Adili    |

## Szakmai stáb
2023. április 30. szerint.
| Beosztás     | Név            |
| ------------ | -------------- |
| Vezetőedző   | Bledar Devolli |
| Másodedző    | Sami Geci      |
| Kapusedző    | Bekim Xani     |
| Gyógytornász | Granit Bajrami |
| Csapatorvos  | Besznik Deliu  |

### A csapat vezetőedzői
- Valdet Shoshi (2005 – 2007)
- Tahir Lushtaku (– 2013. június 3.)
- Fadil Rama (2013. június 30. – 2013. szeptember 18.)[2]
- Afrim Jashari (2013. szeptember 19. – 2014. március 16.)[3]
- Mehmet Mehmeti (2014. március 18. – 2015. június)[4]
- Fadil Rama (2015. július 29. – 2015. szeptember)
- Valdet Shoshi (2015. szeptember 16. – 2016. március 17.)[5]
- Fadil Rama (2016. március 18. – 2016. június)[6]
- Afrim Jashari (2016. július – 2016. november 25.)[7]
- Bekim Shotari (2017. június 17. – 2017. december)[8]
- Sadat Pajaziti (2018. január 4. – 2018. június)[9]
- Tahir Lushtaku (2018. július – 2019. december)[10]
- Gani Sejdiu (2020. január 3. – 2020. október)[11]
- Bledar Devolli (2020. október –)[12]

## Fordítás
Ez a szócikk részben vagy egészben  a   KF Drenica című angol Wikipédia-szócikk ezen változatának fordításán alapul.  Az eredeti cikk szerkesztőit annak laptörténete sorolja fel. Ez a jelzés csupán a megfogalmazás eredetét és a szerzői jogokat jelzi, nem szolgál a cikkben szereplő információk forrásmegjelöléseként.